# Merbau (Banding Agung)
Merbau is een bestuurslaag in het regentschap Ogan Komering Ulu Selatan van de provincie Zuid-Sumatra, Indonesië. Merbau telt 784 inwoners (volkstelling 2010).